# Dzianis Hrot
Dzianis Czesławawicz Hrot (błr. Дзяніс Чэслававіч Грот, ros. Денис Чеславович Гроть - Dienis Czesławowicz Grot'; ur. 6 stycznia 1984 w Mińsku) – białoruski hokeista.

## Kariera klubowa
- Jełemasz Elektrostal (1999-2000)
- Łokomotiw Jarosław (2002)
- HK Lipieck (2002-2003)
- Łokomotiw Jarosław (2003-2005)
- Sibir Nowosybirsk (2005)
- Amur Chabarowsk (2005)
- Spartak Moskwa (2005-2006)
- Nieftiechimik Niżniekamsk (2006-2008)
- Sibir Nowosybirsk (2008-2009)
- Awtomobilist Jekaterynburg (2009-2010)
- Torpedo Niżny Nowogród (2010-2011)
- HK Sarow (2011)
- Amur Chabarowsk (2012)
- Nieftiechimik Niżniekamsk (2012-2013)
- Jugra Chanty-Mansyjsk (2013)
- Toros Nieftiekamsk (2014-2015)

Wychowanek Junosti Mińsk. Grał w juniorskich kadrach Rosji do lat 18 i do lat 20. Od 4 października do 4 grudnia 2013 zawodnik Jugry Chanty-Mansyjsk. Od 2015 zawodnik Torosu.

## Sukcesy
Klubowe
- Złoty medal WHL /  Puchar Bratina: 2015 z Torosem Nieftiekamsk